# Mardigny
Mardigny est un village et une ancienne commune française de la Moselle, en Lorraine, dans la région administrative Grand Est. Elle forme avec le village voisin de Lorry la commune de Lorry-Mardigny depuis 1810.

## Géographie
Mardigny se trouve dans le département français de la Moselle, non loin de Metz. C'est le plus petit des deux villages de la commune.

## Administration
Commune de Lorry-Mardigny depuis 1810.

## Démographie
| 1793 | 1800 | 1806 |
| ---- | ---- | ---- |
| 261  | 176  | 235  |

## Lieux et monuments
- Passage d'une voie romaine.
- Château de Mardigny XIVe siècle, remanié XVIe siècle et XXe siècle : tour-porche XVIe siècle, façades et toitures du bâtiment d'habitation, tourelle à l'angle nord-ouest du bâtiment ; communs, ruines de tour, douves et pont.
- Église Saint-Laurent, datant de 1849. Clocher roman et ancien chœur XIIe siècle.
- Chapelle Notre-Dame de La Salette, néo-gothique, 1890.

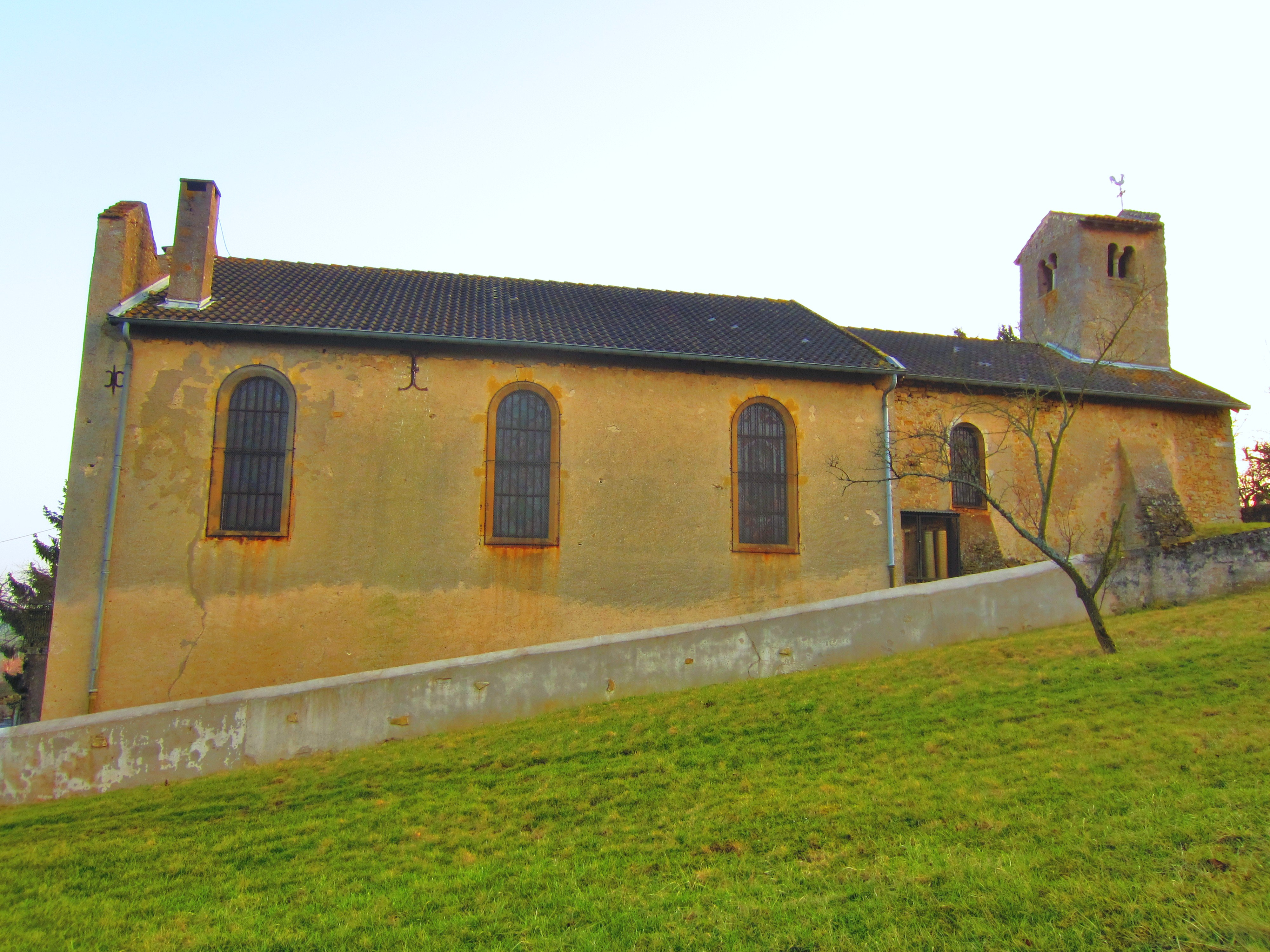
Église Saint-Laurent de Mardigny.
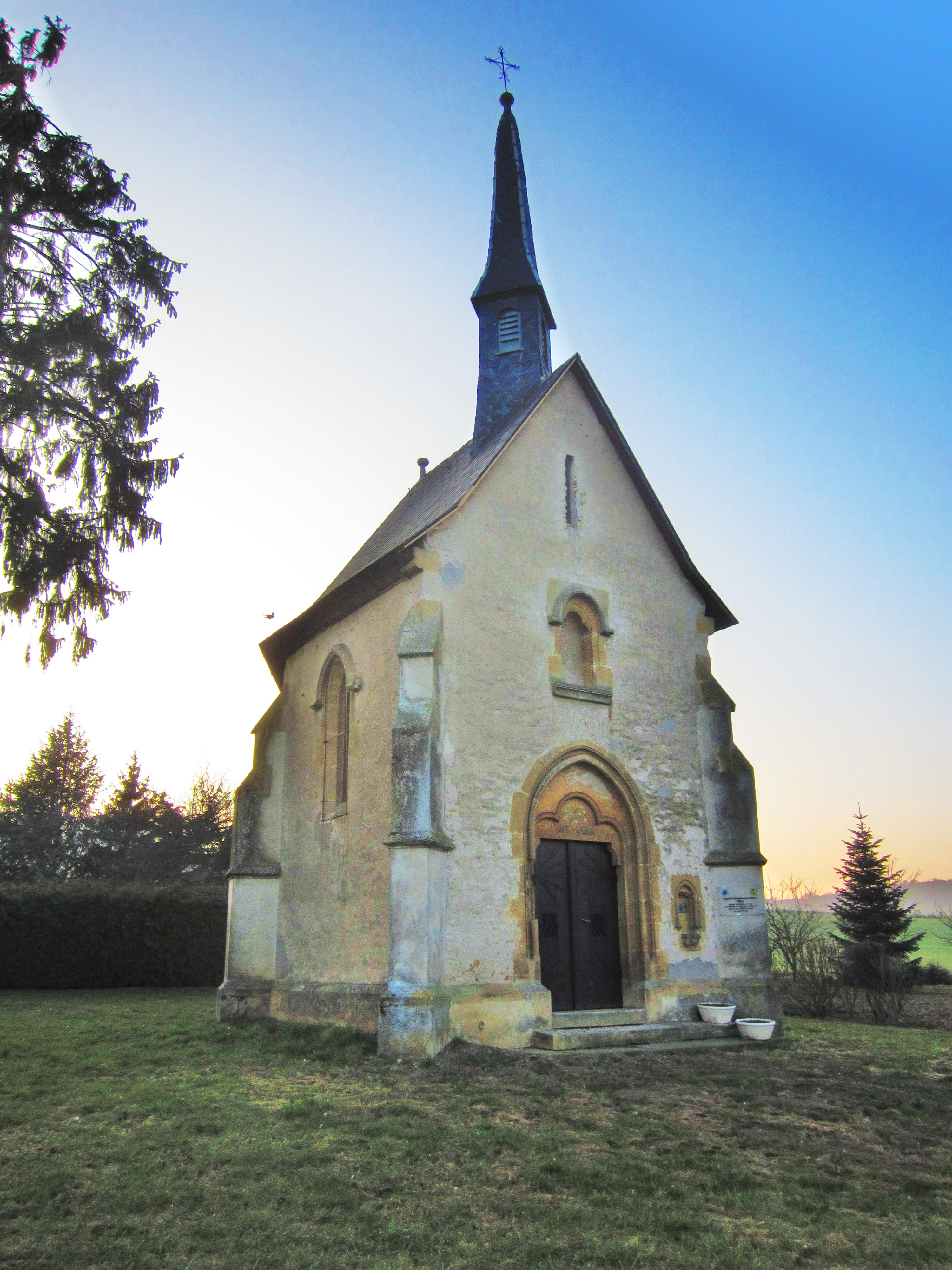
Chapelle Notre-Dame de La Salette.